# Bägare

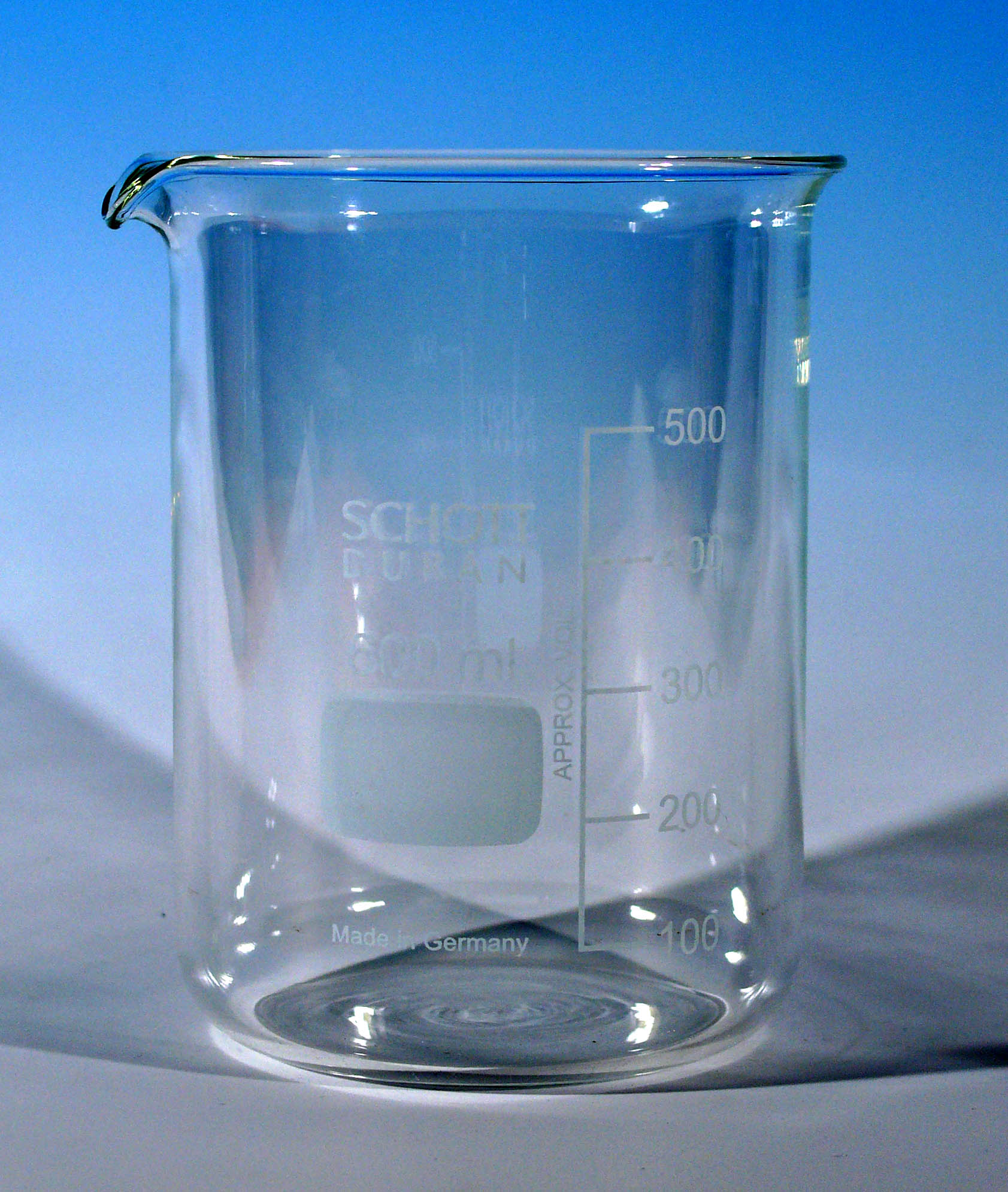
Exempel på glasbägare för laboratoriebruk.

Bägare av glas på tre kulfötter, 1600-talet.

En bägare är en typ av vätskebehållare. I laboratorier använder man cylinderformade bägare av glas. En bägare kan också användas att dricka ur eller äta glass ur (glassbägare).
Ordet bägare kommer från medeltidslatinets bacarium och syftade på en vinskopa, som även användes som dryckeskärl. I svenskan börjar ordet användas först på 1400-talet, och avsåg då ett cylinderformat dryckeskärl utan handtag. Bägare i äldre tid[när?] var ofta av silver eller tenn ur vilka man drack vin. En vinbägare rymde sällan mer än två deciliter.